# PWHL Vancouver
PWHL Vancouver ist ein US-amerikanisches Fraueneishockey-Team aus Vancouver, British Columbia, das 2025 zu zwei Expansions-Franchises der Professional Women’s Hockey League gehörte. Das Team trägt seine Heimspiele im Pacific Coliseum aus.

## Geschichte
Fraueneishockey wurde erstmals in den 1920er Jahren in Vancouver gespielt, unter anderem von den Vancouver Amazons. In den frühen 2000er-Jahren gab es ein semiprofessionelles Fraueneishockeyteam, die Vancouver Griffins, die zwischen 2000 und 2003 in der National Women’s Hockey League spielten. Vancouver gehörte zu den potenziellen Standorten für ein Expansionsteam der PWHL. Im Januar 2025 wurde ein Ligaspiel der PWHL im Rahmen der „Takeover Tour“ in Vancouver ausgetragen, zu dem 19.038 Zuschauer in der Rogers Arena kamen und damit einen neuen Liga-Rekord aufgestellt wurde.
Die PWHL verkündete am 23. April 2025 die Expansion nach Vancouver. Das Team aus Vancouver ist das siebte Franchise der Liga und eines von zwei Expansionsteam der ersten Expansionsrunde neben PWHL Seattle. Der Spielbetrieb wird in der Saison 2025/26 aufgenommen. 
Um ein möglichst ausgeglichenes Teilnehmerfeld nach der Expansion durch die zwei Teams zu gewährleisten, veranstaltete die PWHL den PWHL Expansion Draft 2025, bei dem die beiden Expansions-Teams jeweils 12 Spielerinnen verpflichteten.

## Spielstätte
Das Team wird im Pacific Coliseum spielen, die ehemalige Spielstätte der Vancouver Canucks aus der National Hockey League und der Vancouver Giants aus der Western Hockey League.

## Teamidentität
Im Rahmen der Expansionsankündigung wurden die Teamfarben Pazifikblau und Cremeweiß vorgestellt. Wie bereits die ursprünglichen sechs Teams der PWHL in der Saison 2023/24 wird das Team vorläufig als PWHL Vancouver agieren, bis eine endgültige Teamidentität festgelegt ist.  

## Mannschaft
In der Woche vor dem PWHL Expansion Draft 2025 nahm das Team folgende Spielerinnen unter Vertrag:
| Name                | Vorheriges Team      |
| ------------------- | -------------------- |
| Claire Thompson     | Minnesota Frost      |
| Sophie Jaques       | Minnesota Frost      |
| Sarah Nurse         | Toronto Sceptres     |
| Emerance Maschmeyer | Ottawa Charge        |
| Jennifer Gardiner   | Victoire de Montréal |

Im Rahmen des Drafts selbst wurden folgende Transferrechte erworben:
| #  | Name            | Position | Vorheriges Team      |
| -- | --------------- | -------- | -------------------- |
| 1  | Ashton Bell     | D        | Ottawa Charge        |
| 4  | Brooke McQuigge | F        | Minnesota Frost      |
| 5  | Abigail Boreen  | F        | Victoire de Montréal |
| 8  | Izzy Daniel     | F        | Toronto Sceptres     |
| 9  | Gabby Rosenthal | F        | New York Sirens      |
| 12 | Denisa Křížová  | F        | Minnesota Frost      |
| 13 | Sydney Bard     | D        | Boston Fleet         |